# Peace River
Peace River es un pueblo canadiense situado en la provincia de Alberta.

## Superficie
Peace River tiene una superficie de 25,34 km².

## Demografía
En 2021, tenía 6619 habitantes, una densidad poblacional de 261,2 hab./km², y 2997 viviendas.